# 3259 Brownlee
3259 Brownlee este un asteroid din centura principală, descoperit pe 25 septembrie 1984 de Jane Platt.